# Javier Veiga
Javier Veiga Rubirosa (El Grove, Pontevedra, 11 de febrero de 1973) es un actor español de teatro, televisión y cine.

## Biografía
Aunque comenzó sus estudios de Arquitectura en La Coruña, los abandonó seis meses más tarde para estudiar en la Real Escuela Superior de Arte Dramático de Madrid. Se inició como actor en el teatro, donde participó en múltiples espectáculos. En 1996 creó su propia compañía, Teatro Impar, con la que ha producido y dirigido una docena de espectáculos teatrales.
Uno de sus primeros trabajos en televisión, si no el primero, fue un cameo en Farmacia de guardia, donde interpretaba a un ladrón.[cita requerida] Ha aparecido en varias series de televisión de éxito, como Moncloa, ¿dígame? o 7 vidas, pero su trabajo más conocido es el de presentador de las dos primeras temporadas de El Club de la Comedia en su primera etapa en Canal + (1999-2001). También ha participado como actor en varias películas como Escuela de seducción o El año de la garrapata. Y algunos aún le recuerdan como el protagonista de una campaña publicitaria de la ONCE.
En 2007 dirige su primer cortometraje, Sálvame, que ha recibido más de 50 premios en festivales nacionales e internacionales. En 2011 dirige su segundo cortometraje, ¿De qué se ríen las hienas?, que protagoniza junto a Toni Acosta y que ha recibido más de 80 premios.

## Películas
- Playa de Lobos (2025), de Javier Veiga.(Director)
- Amigos hasta la muerte (protagonista) (2023), de Javier Veiga. Como Suso.
- Muertos de amor (protagonista) (2010), de Mikel Aguirresarobe. Como Ángel.
- Escuela de seducción (protagonista) (2005), de Javier Balaguer. Como Óscar.
- El año de la garrapata (protagonista) (2004), de Jorge Coira. Como Morgan.
- Tuno negro (2001), de Pedro L. Barbero y Vicente J. Martín. Como Marcial.
- La mujer más fea del mundo (1999), de Miguel Bardem. Como Médico.
- El conductor (1998), de Jorge Carrasco. Como Representante.

## Cortometrajes
- Se vende (2012), de Carmen Marfá y Christian Moyés.
- ¿De qué se ríen las hienas? (2011), de Javier Veiga.
- Sálvame (2007), de Javier Veiga. (Ver corto)
- Espacio Diferido (1997), de Javier Tresguerres.
- A todo tren (1995), de Lidia Mosquera.
- Planeta extraño (1997), de Pedro Pérez Jiménez.

## Televisión

### Como actor

#### Personajes fijos o recurrentes
- 7 vidas (1999). Como Fernando. Telecinco.(6 episodios).
- Condenadas a entenderse (1999). Antena 3.
- Inocente inocente (1995–1997) Telecinco.
- Robles, investigador (2000) Como Moly. TVE.
- Moncloa ¿dígame? (2002). Como Bartolomé. Telecinco.
- 7 días al desnudo (2005). Como Miguel Cimadevilla. Cuatro.
- De repente, los Gómez (2009). Como Jorge. Telecinco.
- Augasquentes (2016). Como Roberto. TVG.
- Pequeñas coincidencias (2018–2021) como Javier Rubirosa. Amazon Prime Video.

#### Personajes episódicos
- Farmacia de guardia (1992). Antena 3.
- El súper (1996). Telecinco.
- Señor alcalde (1998). Telecinco.
- Maneras de sobrevivir (2005). Como Martín. Telecinco.
- L'un per l'altre (2006). Televisió de Catalunya (TV3).
- Hermanos y detectives (2008). Telecinco.
- La hora de José Mota (2010). TVE.
- ¿Qué fue de Jorge Sanz? (2010). Canal+.
- Vida loca (2011). Telecinco.
- Gym Tony (2015) como Él mismo en el sketch "El Gym de la comedia". Cuatro.

### Como presentador
- El club de la comedia (1999–2001). Canal+ y Telecinco.
- Amar el cine. TVE.
- Sorpresas te da la vida. FORTA.
- All-in. Cuatro.

### Como creador y director
- Gym Tony (2014–2016). Cuatro.
- Gym Tony LC (2017). FDF.
- Pequeñas coincidencias (2018–presente). Amazon Prime Video.

## Teatro
- 5 y ...Acción (2016-). Escrito y dirigido por Javier Veiga. Con Marta Hazas, Carlos Sobera, Marta Belenguer, Fernando Gil y Ana Rayo.
- El caballero de Olmedo, de Lope de Vega, dirigida por Mariano de Paco.
- Amigos hasta la muerte (2011-2012). Escrito y dirigido por Javier Veiga. Con Marta Hazas y Fele Martinez.
- La venganza de Don Mendo de Muñoz Seca (2010). Dirigido por El Tricicle.
- Amigos hasta la muerte (2009). Escrito y dirigido por Javier Veiga. Con Jorge Sanz y Melanie Olivares.
- Amor y otros pecados, de Javier Cansado, Yolanda G. Serrano, Juan Cavestany, Alexis Valdés, Antonio Muñoz de Mesa y Javier Veiga. Dirigido por Javier Veiga.
- No es tan fácil, de Paco Mir. Dirigido por Josep María Mestres.
- 5 Hombres.com, dirigido por José Miguel Contreras y Ana Rivas.
- Don Juan Tenorio, de José Zorrilla, dirigida por Antonio Guirau.
- Examen de maridos, de Ruiz de Alarcón, dirigida por Vicente Fuentes.
- El enfermo imaginario, de Molière, dirigida por Antonio Díaz Florián.
- La Celestina, de Fernando de Rojas, dirigida por Charo Amador.
- La caída de Ícaro, de Bertolt Brecht, dirigida por José Luis Raimond.
- Camino de Wolokolamsk, de Heiner Müller, dirigida por Eduardo Vasco.
- El juego de las preguntas, de Peter Handke, dirigida por Charo Amador.
- El casamiento, de N. Gogol, dirigida por Ángel Gutiérrez.
- Clown Quijote de la Mancha, de Miguel de Cervantes, dirección Olga Margallo.
- Los pícaros, pasos y entremeses, de Lope de Rueda y Miguel de Cervantes, dirigida por Ángel Gutiérrez.
- El pabellón nº 6, de Antón Chéjov, dirigida por Ángel Gutiérrez.
- Humor en blanco y negro, con Alexis Valdés y Javier Veiga. Dirigido por Javier Veiga y Alexis Valdés.
- Tonto el que lo lea, Espectáculo unipersonal protagonizado y dirigido por Javier Veiga.
- Casa con dos puertas, sobre textos de Calderón de la Barca. Dirigido por Javier Veiga.
- El vendedor de cuentos, sobre textos de Federico García Lorca. Dirigido por Javier Veiga.
- Vida y amores del libertino Voldemar, basado en cuentos de Antón Chéjov. Dirigido por Antonio Muñoz de Mesa y Javier Veiga.
- Los 3 mosqueteros buscando a Dartañán, inspirado en los personajes de Alejandro Dumas. Dirigido por Javier Veiga.
- Unha noite na praia.

## Premios y nominaciones
- Premio al Mejor actor 2013 en el Festival Internacional de Cine de Salento (Italia) por Muertos de amor
- Más de 80 premios en festivales nacionales e internacionales por el cortometraje De qué se ríen las hienas?
- Más de 50 premios en festivales nacionales e internacionales por el cortometraje Sálvame!
- Premio "Roel De Oro" en la Semana de Cine de Medina de Campo del 2007 como director del cortometraje Sálvame!
- Premio al Mejor actor 2007 en el Festival de Cine de Alicante por Sálvame!
- Premio Ondas 2001 por El club de la comedia.
- Premio Mestre Mateo al Mejor Actor 2004 concedido por la Academia Gallega del Audiovisual por El año de la garrapata.
- Premio al Mejor Actor por Amor y otros pecados en los Premios Nacionales Garamond 2007.
- Premio al Mejor Director y al Mejor Espectáculo por la obra Casa con dos puertas en el XXII Festival Nacional de Teatro de Guadalajara.
- Premio al Mejor Espectáculo en el III Festival Nacional de Teatro de La Rioja, por Casa con dos puertas.
- Premio Teatralia 99 al Mejor Espectáculo de la Comunidad de Madrid, por la obra El vendedor de cuentos.
- Premio al Mejor Actor y Mejor Director por la obra Voldemar en el XIX Certamen Nacional de Teatro Arcipreste de Hita.
- Premio al Mejor Espectáculo por Tonto el que lo lea en el X Festival Internacional del Humor de Madrid 2004.
- Premio Teatro de Rojas al Mejor Espectáculo familiar por Los 3 Mosqueteros buscando a Dartañán.